# Orthosia multiflora
Orthosia multiflora är en oleanderväxtart som beskrevs av Fourn.. Orthosia multiflora ingår i släktet Orthosia och familjen oleanderväxter. Inga underarter finns listade i Catalogue of Life.